# 鬼故事 (酷玩樂團專輯)
鬼故事（Ghost Stories）是英國另類搖滾樂隊酷玩樂團的第六張錄音室專輯。這張專輯將在2014年5月16日由帕拉風發行，在2014年5月19日由大西洋唱片在北美發行。這也是酷玩樂隊的專輯首次在北美由大西洋唱片發行。專輯中有5首單曲，分別是2014年3月發行的魔法（Magic），2014年4月發行的午夜（Midnight），2014年5月發行的繁星（A Sky Full of Stars），2014年8月發行的真愛（True Love）以及2014年10月發行的印記（Ink）。專輯的錄音工作則是在2012年底至2014年初之間進行的。

## 製作
2014年3月25日，主唱克里斯·馬汀和影后妻子葛妮絲·派特洛發布公開聲明，宣布與馬丁終結十年婚姻。在2015年4月21日以「無法化解的歧見」為由完成離婚手續，資產與監護權的分配受保密條約保護。這些感情問題亦做就了鬼故事的誕生。

## 曲目列表
所有歌曲都是由蓋·貝瑞曼、強尼·邦藍、克里斯·馬汀、威爾·查恩製作。瑞典DJ艾維奇亦參與製作了繁星。
| 曲序 | 曲目                          | 时长 |
| ---- | ----------------------------- | ---- |
| 1.   | 不曾遺忘（Always in My Head） | 3:36 |
| 2.   | 魔法（Magic）                 | 4:45 |
| 3.   | 印記（Ink）                   | 3:48 |
| 4.   | 真愛（True Love）             | 4:05 |
| 5.   | 午夜（Midnight）              | 4:54 |
| 6.   | 別人的臂膀（Another's Arms）  | 3:54 |
| 7.   | 海洋（Oceans）                | 5:21 |
| 8.   | 繁星（A Sky Full of Stars）   | 4:28 |
| 9.   | O                             | 7:47 |

| 日本版收录曲目 | 日本版收录曲目                        | 日本版收录曲目 |
| 曲序           | 曲目                                  | 时长           |
| -------------- | ------------------------------------- | -------------- |
| 10.            | 午夜（Midnight）（喬恩·霍普金斯混音） |                |
| 150.           | 无题                                  | 4:48           |